# Казанцев, Максим Афанасьевич

Памятная табличка на доме № 6 по ул. Вокзальной

Макси́м Афана́сьевич Каза́нцев (13 августа 1901, Логиново, Свердловская область — 11 июля 1948, Свердловск) — путевой обходчик Свердловской дистанции пути Свердловской железной дороги, Герой Социалистического Труда.

## Биография
Родился 13 августа 1901 года в селе Логиново (ныне — Белоярский район, Свердловская область) в крестьянской семье.
Окончив трёхклассную школу, работал на фабрике. После службы в армии устроился путевым обходчиком в Свердловском околотке пути, следил за исправностью закреплённого за ним участка.
С началом Великой Отечественной войны нагрузка на уральские дороги значительно возросла. На восток эвакуировались основные производительные силы из прифронтовых и западных районов СССР. На действующие и вновь создаваемые заводы круглосуточно везли сырьё, станки, оборудование, рабочих, а на фронт — танки, вооружение, снаряды, воинские части. Через Свердловскую железную дорогу шёл поток грузов для фронта из Кузбасса, Сибири и с Дальнего Востока. Интенсивная эксплуатация железнодорожного полотна требовала своевременного его содержания и ремонта.
В тылу не хватало рабочих рук, недостаточно их было и на Свердловской железной дороге. Поэтому состояние пути становилось все хуже. Ремонт пути не входил в обязанности путевого обходчика, его выполняли специальные путевые бригады.
Совесть путевого обходчика Максима Казанцева не могла оставаться спокойной, путевым бригадам нужна была помощь. Он выступил с инициативой организовать из путевых обходчиков соседних участков и членов семей ремонтную бригаду для проведения весенне-летнего ремонта пути.
В мае 1943 года бригада Казанцева, которая в основном состояла из женщин и подростков — членов семей путевых обходчиков, в свободное от обхода время приступила к ремонту пути. Вначале работа продвигалась медленно, но велико было патриотическое стремление коллектива улучшить состояние пути. Но первые дни работы показали, что такая бригада может оздоровить путь. Только за 16 дней мая Казанцевы выполнили объём работ, в полтора раза превышающий норму специализированной ремонтной бригады. С мая по 29 июля с оценкой «отлично» они сдали в эксплуатацию более четырёх километров железнодорожного пути.
Весть о казанцевском почине была подхвачена дорожной газетой «Путёвка» и быстро разнеслась по дороге. Силами добровольных бригад приводились в порядок десятки и сотни километров пути. В июне того же 1943 года вышла статья М. А. Казанцева в «Гудке»: «Опыт текущего ремонта пути силами бригады путевых обходчиков», в которой он рассказал о работе своей бригады.
Указом Президиума Верховного Совета СССР от 5 ноября 1943 года «за особые заслуги в обеспечении перевозок для фронта и выдающиеся достижения в восстановлении железнодорожного транспорта в условиях военного времени» Казанцеву Максиму Афанасьевичу присвоено звание Героя Социалистического Труда с вручением ордена Ленина и золотой медали «Серп и Молот».
География казанцевских бригад расширялась. Инициатива М. А. Казанцева поддерживалась Наркоматом путей сообщения, а также хозяйственными руководителями, партийными и профсоюзными организациями на всех дорогах. Почин подхватили около 18 тысяч путевых и мостовых обходчиков, дежурных по переездам и членов их семей. За шесть месяцев 1943 года такие бригады отремонтировали почти 2100 километров пути, оздоровили 108 тысяч шпал. В 1944 году на сети железных дорог насчитывалось уже 5080 казанцевских бригад.
Максим Казанцев продолжал трудиться на своём участке дороги, стал старшим путевым обходчиком. Избирался депутатом Свердловского областного Совета, депутатом ВС СССР. Его инициатива получила продолжение и в мирное послевоенное время. Казанцевские бригады внесли свой вклад в ремонт и восстановление путей на всех железных дорогах.
Скончался от тяжёлой болезни 11 июля 1948 года. Похоронен на Михайловском кладбище Екатеринбурга.
На здании конторы Свердловск-пассажирской дистанции пути в его память установлена мемориальная доска.

## Награды
- 5.11.1943 — звание Герой Социалистического Труда, орден Ленина и золотая медаль «Серп и Молот» «за особые заслуги в обеспечении перевозок для фронта и выдающиеся достижения в восстановлении железнодорожного транспорта в условиях военного времени»[1]
- Ударник сталинского призыва
- 21.11.1943 года «Почётный железнодорожник» — за трудовой героизм, проявленный в годы Великой Отечественной войны
- 29.7.1945 — орден Трудового Красного Знамени[2]